# ШОСО „Јелена Варјашки” Вршац
ШОСО „Јелена Варјашки” је школа за основно и средње образовање деце са сметњама у развоју и поред образовања деце у оквиру школе, у процесу инклузивног образовања пружа подршку деци која имају сметње у развоју, а похађају редован систем образовања у Вршцу. Налази се у улици Жарка Зрењанина 22. Школа носи име по Јелени Варјашки, учесници НОБ из Вршца.

## Историјат
Школа за основно и средње образовање „Јелена Варјашки” је рад започела током 60-их година 20. века у издвојеним одељењима у Основној школи „Олга Петров Радишић”. Први дефектолози који су изводили наставу у комбинованим одељењима са ученицима који имају тешкоће у развоју су били Златица Кожетинац и Ђорђе Русовчев. Отварањем одељења је убрзан рад пратећих служби при Центру за социјални рад који су истицали потребу формирања посебне школе за лица са тешкоћама у развоју. У то време у Вршцу није постојала специјална школа за ове намене, већ су ученици чији се број непрестано повећавао били приморани да путују и школују се у Панчеву, Београду и другим градовима. Одлуком збора радника ООУР ОШ „Олга Петров Радишић” од 26. августа 1977. се издваја одређен број радника и наставника који раде у специјалним одељењима и тако формирају Основну школу за специјално васпитање и образовање „Јелена Варјашки”. На коришћење им је додељена зграда у улици Жарка Зрењанина 22 у којој остају до данас. Први директор школе је био наставник дефектолог Ђорђе Русовчев са групом наставника оснивача школе Марија Полексић, Зорица Стојков, Љубинка Јанковић, Никодин Радовановић, Софија Радукић, Јасмина Рдовић и секретаром школе Јелена Шалиначки. Бројали су 1977—78. педесет и три ученика од првог до осмог разреда у оквиру којих су нека одељења радила комбиновано. Одељење за лица са умереном менталном ретардацијом је отворено 1989. године, а први наставници су радили волонтерски. Од Скупштине општине Вршац су 1997. године добили награду ослобођења Вршца. Сензорну собу су опремили 2010—2011, а 2011—2012. је започет рад у њој.